# Piaggio P.108
Piaggio P.108 byl italský těžký bombardér používaný během druhé světové války. Byl to jediný čtyřmotorový těžký bombardér užívaný za druhé světové války italským letectvem. Poměrně výkonný a podařený letoun byl vyroben pouze v malém počtu. Na základě bombardéru byly vyvinuty rovněž jeho dopravní transportní verze.

## Vývoj

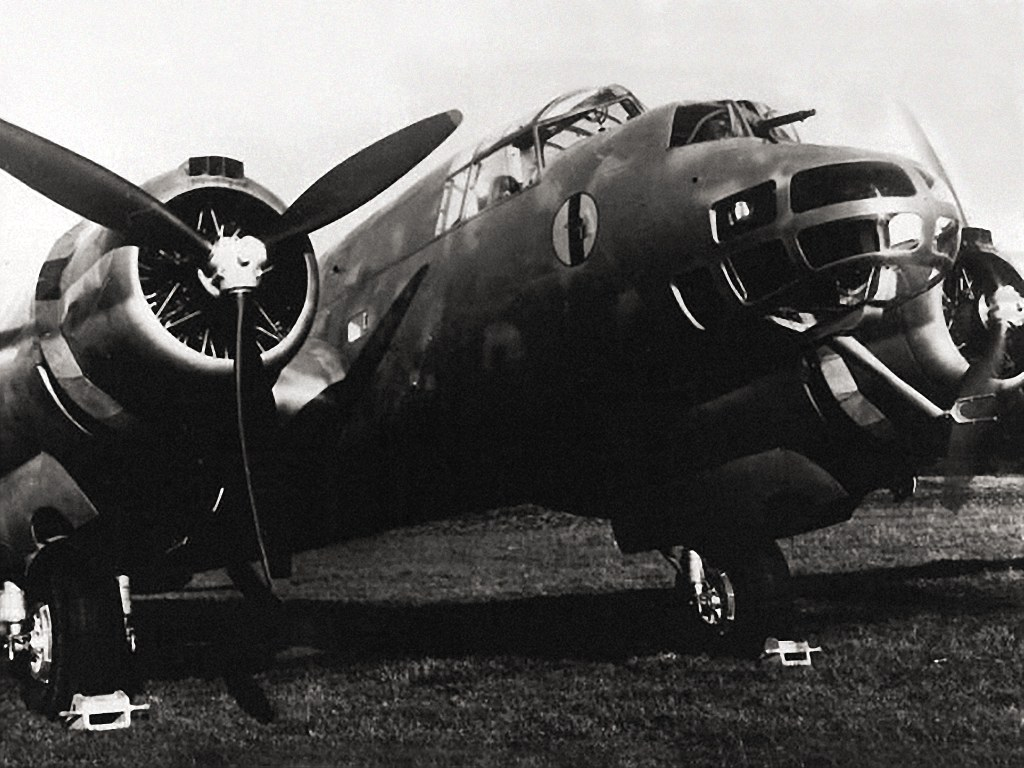
Piaggio P.108

Vývoj čtyřmotorového stroje začal na konci 30. let na náklady firmy Piaggio. Šéfkonstruktér společnosti Giovanni Casiraghi měl zkušenosti z americké společnosti Waco. Jeho návrh tak byl silně ovlivněn americkým bombardérem Boeing B-17 Flying Fortress. Když italské letectvo v říjnu 1939 vypsalo na tuto kategorii bombardérů soutěž, typ již byl ve značném stupni rozpracování a první prototyp bombardéru P.108B (MM.22001) tak poprvé vzlétl již 24. listopadu 1939. Za kniplem seděl šéfpilot společnosti Nicolo Lana. Na základě úspěšných zkoušek prototypu letectvo objednalo sériovou výrobu P.108B. Výroba byla pomalá nejen kvůli náročnosti stavby velkého celokovového letounu, ale také kvůli vyšetřování smrtelné nehody Mussoliniho syna Bruna (mimochodem velkého zastánce P.108B) v roce 1941. V březnu 1942 byla dokončena první série osmi P.108B, v dubnu až květnu 1942 následovala druhá čtyřkusová série a následně od listopadu 1942 do srpna 1943 třetí dvanáctikusová série. Třetí série neměla přední střeliště. Zdokonalená verze P.108bis zůstala na papíře.
Kromě základního bombardéru byla vyvinuta rovněž civilní dopravní verze P.108C pro 32 pasažérů. Letoun měl nový trup s klimatizovanou kabinou a byl neozbrojený. Prototyp P.108C poprvé vzlétl 16. července 1942. Ještě před dokončením prototypu italské aerolinie Linee Aeree Transcontinentali Italiane (LATI) objednaly 10 letounů, většina ale byla dokončena ve vojenské verzi P.108T.
Italské letectvo následně objednalo zjednodušenou vojenskou transportní verzi P.108T, která byla ozbrojena čtyřmi 12,7mm kulomety (střeliště na hřbetě trupu, pod trupem a dvě na bocích). Upraven byl tvar svislé ocasní plochy. Prototyp P.108T (MM.24673) poprvé vzlétl 7. září 1942 a druhý prototyp jej následoval 8. února 1943. Další dva letouny byly dokončeny v červnu a červenci 1943. Letouny měly velkou přepravní kapacitu. Pojaly například 56 vojáků s výzbrojí a výstrojí, nebo dva rozebrané stíhací letouny. Byly proto zajímavé i pro Němce, kteří po italské kapitulaci zabavili postavené letouny P.108T a prosadili pokračování jejich výroby. Postaveno bylo přibližně 24 dopravních letounů verzí P.108C/T.
V roce 1943 vznikla rovněž protilodní verze P.108A. Byl to upravený prototyp P.108B, který byl v přídi vyzbrojen 102mm kanónem. Později byl ukořistěn Němci. Pouze na papíře zůstala vylepšená bombardovací verze P.133 s výkonnějšími motory a poválečná zdokonalená transportní verze P.108T-2.

## Konstrukce (P.108B)

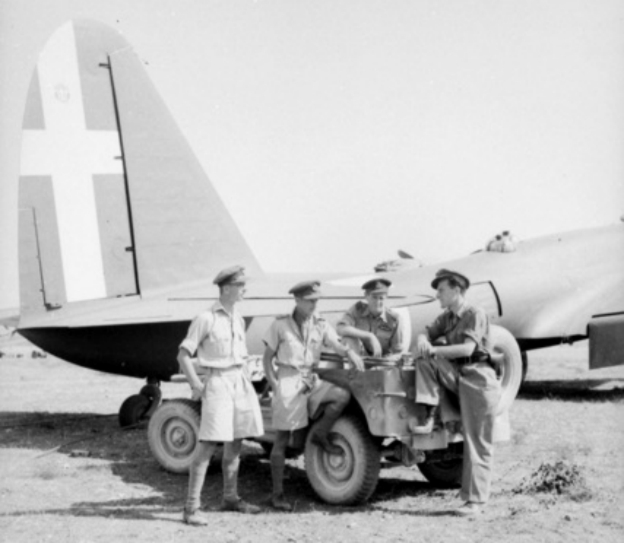
Posádka před bombardérem Piaggio P.108

Jednalo se o celokovový samonosný dolnoplošník s jednoduchou svislou ocasní plochou. Poháněly jej čtyři hvězdicové motory Piaggio P-XII RC-35 o výkonu 1350 k (992 kW), které roztáčely třílisté vrtule. Posádka byla osmičlenná. Zatahovací podvozek byl záďového typu. Obrannou výzbroj představovalo šest 12,7mm kulomety Breda-SAFAT a dva 7,7mm kulomety. Jeden 12,7mm kulomet byl ve střelišti na přídi, druhý ve vysouvacím střelišti Breda G pod trupem a zbývající dva dvojkulomety se nacházely v dálkově ovládaných střelištích, která se nacházela na gondolách vnějších motorů. Ovládány byly ze dvou kupolek na hřbetě trupu. Dvojice ručně 7,7mm kulometů byla na bocích trupu. Letouny unesly až 3500 kg pum.

## Služba

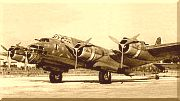
Piaggio P.108

Bombardéry P.108B byly do služby zařazeny roku 1941. Jako jediná jimi byla vyzbrojena 274. dálková bombardovací letka (squadriglia) Regia Aeronautica, vytvořená 1. července 1942 ve Folignu. Dne 28. června 1942 čtyři letouny poprvé bombardovaly Gibraltar, vrátil se ale jen jeden, protože ostatní po vyčerpání paliva přistály ve Španělsku. Následovalo několik dalších náletů na Gibraltar a jiné cíle ve Středomoří. Celkem byly P.108B nasazeny do 29 akcí, přičemž 13 jich bylo ztraceno (pět v boji). Bojové nasazení bombardérů P.108B bylo svým významem vojensky zanedbatelné. Do služby u 248. transportní letky ve Folignu se v roce 1943 dostaly rovněž dva transportní letouny P.108T. Po italské kapitulaci byly další letouny P.108T zařazeny do Transportstaffel 4 a 5 a nasazeny do evakuačních operací na východní frontě, zejména na Krymu. Při evakuaci Krymu dokázaly naložit až 125 vojáků. V roce 1945 mělo německé letectvo poslední čtyři kusy P.108T.

## Verze
- P.108A Artiglieri – protilodní letoun
- P.108B Bombardiere – těžký bombardér
- P.108C Civile – dopravní letoun
- P.108T – transportní letoun
- P.108T-2 – modernizovaný transportní letoun (projekt)
- P.133 – vylepšený bombardér

## Specifikace (P.108B)

Nákres letounu P.108

- Údaje podle:[3]

### Technické údaje
- Posádka: 8
- Užitečný náklad: ? kg
- Rozpětí: 32 m
- Délka: 22,92 m
- Výška: 5,2 m
- Nosná plocha: 135,34 m2
- Hmotnost prázdného letounu: 17 320 kg
- Vzletová hmotnost : 29 885 kg
- Pohonná jednotka: 4× dvojhvězdicové osmnáctiválce Piaggio P-XII RC-35
- Výkon pohonné jednotky: 1350 k (992 kW)

### Výkony
- Maximální rychlost: 420 km/h ve výšce 4000 m
- Maximální rychlost: 365 km/h u země
- Dolet: 2500 km (s 3500 kg pum), 3600 km (s 1000 kg pum)
- Dostup: 8050 m

### Výzbroj
- 6× 12,7mm kulomet SAFAT
- 2× 7,7mm kulomet
- 3500 kg